# Rotana Jet
Rotana Jet (arabisch روتانا جت) ist eine Fluggesellschaft aus den Vereinigten Arabischen Emiraten mit Sitz in Abu Dhabi und Basis auf dem Flugplatz Al-Bateen.

## Flugziele
Rotana Jet bietet vom Flugplatz Al-Bateen Ziele im Nahen und Mittleren Osten sowie in Südostasien an.

## Flotte

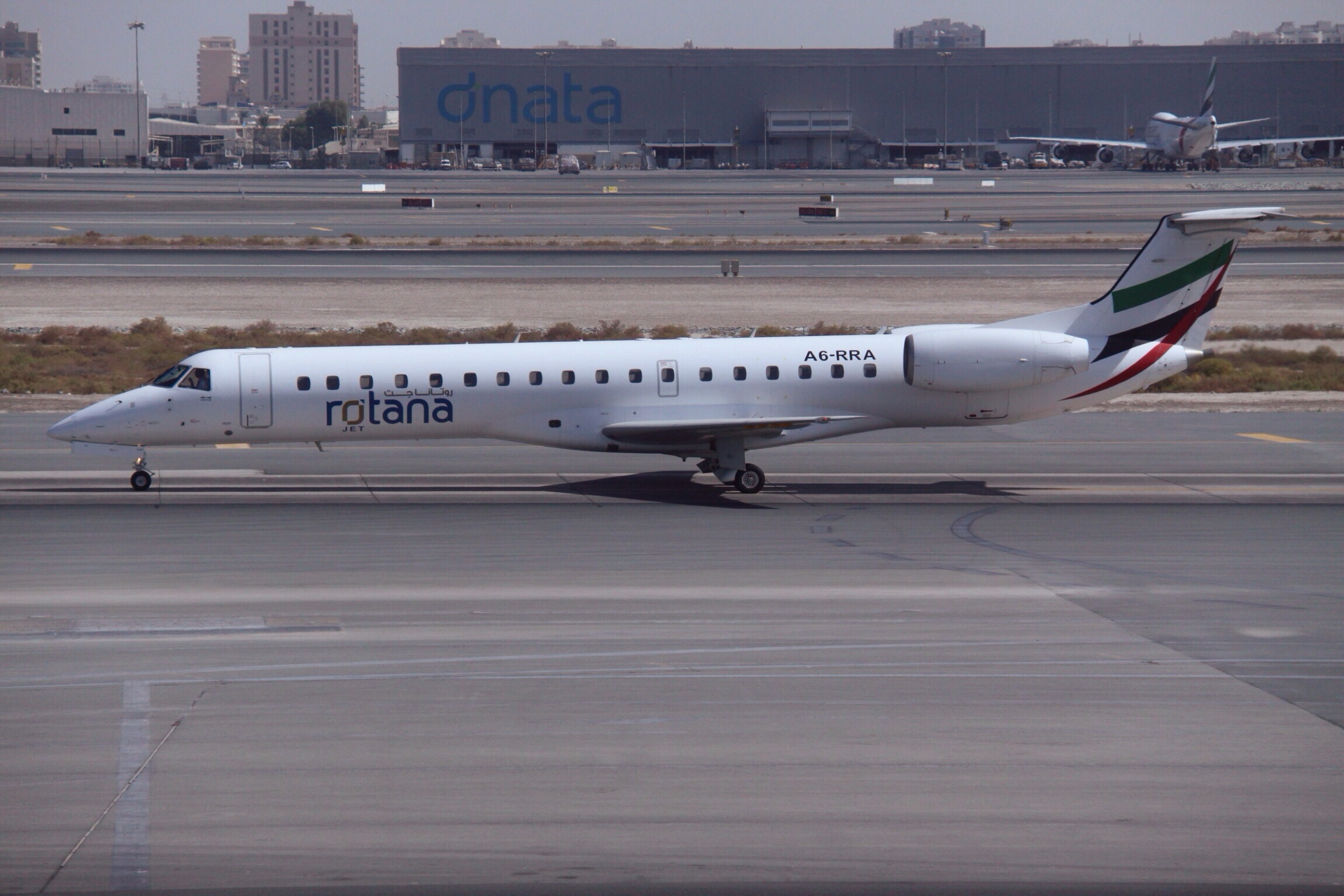
Embraer ERJ 145 der Rotana Jet

Mit Stand Dezember 2022 besteht die Flotte der Rotana Jet aus einem Flugzeug mit einem Alter von 10,5 Jahren:
| Flugzeugtyp     | Luftfahrzeugkennzeichen | Anmerkungen |
| --------------- | ----------------------- | ----------- |
| Airbus A319-100 | A6-RRJ                  |             |

In der Vergangenheit wurden Embraer ERJ 145 eingesetzt.